# Voyage: Inspired by Jules Verne
Voyage: Inspired by Jules Verne is een point-and-click adventure computerspel met pre-rendered graphics, ontwikkeld door Kheops Studio en in 2005 uitgegeven door The Adventure Company. Het spel concentreert zich op de reis naar de maan in de 19e eeuw en de oude maanbeschaving die hij daar vindt.
Het spel is deels gebaseerd op de boeken De reis naar de maan van Jules Verne en The First Men in the Moon van Herbert George Wells. De reacties over het spel waren gemengd, sommige spelers prezen hoe de 19e eeuw in het spel eruitzag en andere bekritiseerden het spel vanwege gedateerde graphics.